# Белая Птица (вождь)
Белая Птица (англ. White Bird, на языке не-персе Peo-peo-hix-hiix; ок. 1807 — 1892) — вождь индейского племени не-персе.

## Биография
Белая Птица был вождём Ламатта, одной из общин племени не-персе. Он родился приблизительно в 1807 году. Когда в 1863 году некоторые вожди племени подписали договор с правительством США, Белая Птица не стал этого делать. Его община проживала на своей традиционной территории, отказавшись переселяться в резервацию Лапуай в Айдахо.  
В 1877 году американские власти, под давлением белых поселенцев и золотодобытчиков, решили переселить оставшихся вне резервации не-персе в Айдахо. Выполнение задачи было поручено генералу армии США Оливеру Ховарду. Генерал встретился с вождями не-персе для того, чтобы попытаться достичь мирного урегулирования. Но переговоры были нарушены столкновением между несколькими молодыми индейцами и некоторыми белыми поселенцами, в результате чего пострадали обе стороны. Оливер Ховард решил действовать силой и стал готовиться к войне с индейцами, которая стала известна как война не-персе. Когда начались вооружённые столкновения, Белая Птица организовал воинов своей общины и вошёл в совет восставших индейцев. Он принимал участие во многих сражениях с правительственными войсками и отрядами добровольцев, прославился как один из лучших снайперов не-персе. Индейцы проделали путь длиной в 2600 км, но 30 сентября 1877 года в горах Бэр-По были окружены армейскими силами под командованием Нельсона Майлза. Белая Птица сумел избежать плена. Он и несколько других лидеров не-персе смогли бежать в Канаду. 
В октябре 1877 года беженцы, которых насчитывалось около 200 человек, многие из которых были ранены, прибыли в лагерь Сидящего Быка в Саскачеване. Позднее, Белая Птица вместе со своей семьёй переселился в Альберту, в район Пинчер-Крик. Он отказался возвращаться в США, несмотря на уговоры американского правительства. 
Белая Птица был убит в 1892 году молодым индейцем по имени Чарли. Его убийца был схвачен и осуждён к пожизненному заключению.